# Fernanda Ribeirová
Maria Fernanda Moreira Ribeirová (* 23. června 1969, Penafiel) je portugalská atletka, běžkyně, která se specializuje na střední a dlouhé tratě.
V juniorských kategoriích se věnovala běhu na 3000 metrů. Na juniorském mistrovství Evropy 1985 ve východoněmecké Chotěbuzi doběhla na čtvrtém místě. O rok později skončila čtvrtá i na juniorském mistrovství světa v Athénách. První úspěch zaznamenala v roce 1987 na MEJ v Birminghamu, kde získala zlatou medaili. V následujícím roce získala stříbro na MSJ v kanadském Sudbury.
22. července 1995 zaběhla v belgickém Hechtelu trať na 5000 metrů v čase 14:36,45. Výkonem tehdy vytvořila nový světový rekord.[zdroj?]
 Za své sportovní úspěchy byla vyznamenána Řádem prince Jindřicha.